# Brzozów (Basses-Carpates)
Pour les articles homonymes, voir Brzozów.
Brzozów est une ville de la voïvodie des Basses-Carpates, dans le sud-est de la Pologne. Elle est le chef-lieu de la gmina de Brzozów et du powiat de Brzozów. Sa population s'élevait à 7 631 habitants en 2012.